# Dux-Brücke

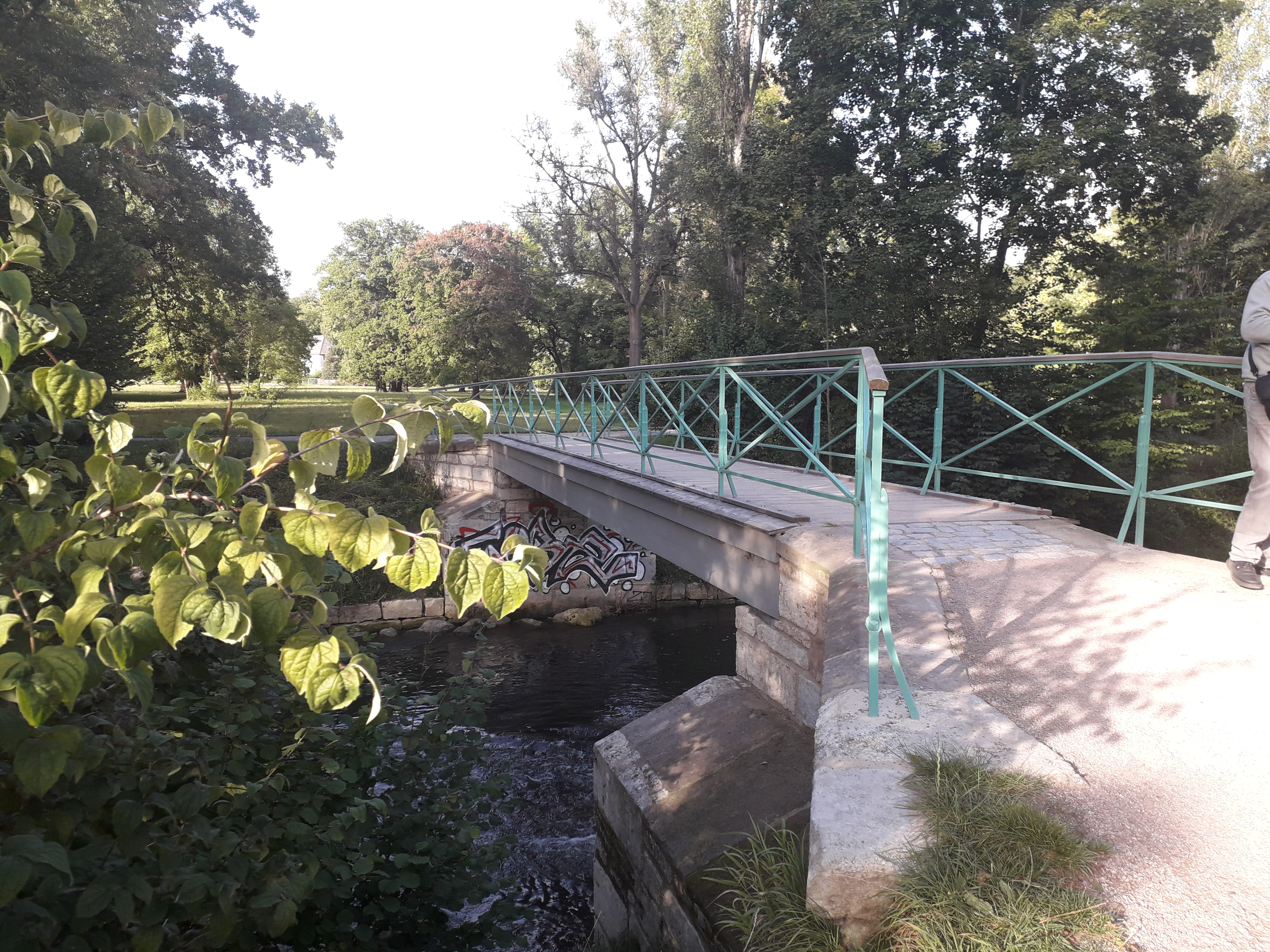
Duxbrücke im Ilmpark

Die im Park an der Ilm befindliche sog. Dux-Brücke oder Duxbrücke verbindet über die Ilm den Dux-Garten mit dem Goethe-Garten. Damit ist zugleich der Bezug zum Herzog Carl August ersichtlich, denn Dux ist im Lateinischen Herzog. Die Brücke liegt mitten in der Blickachse des Römischen Hauses zu Goethes Gartenhaus.
Die mitten im Ilmpark über die Ilm führende Dux-Brücke hat ein Stahlgeländer so wie die Sternbrücke, wie es 1820 von Clemens Wenzeslaus Coudray entworfen wurde. So wie sie dasteht in Stein, wurde sie 1819 fertiggestellt, nachdem die Brücke am Duxgarten abgerissen wurde. Coudray hatte nicht die Dux-Brücke entworfen, sondern Carl Friedrich Christian Steiner. Ursprünglich war sie eine Bogenbrücke. Diese hölzerne Bogenbrücke, die einmal Wiesenbrücke hieß, wurde von Georg Melchior Kraus 1799 in einer Ansicht zum Römischen Haus festgehalten. Im Jahre 2007 wurde die Brücke saniert. Sie war aber zwischenzeitlich wieder gesperrt und ab 2020 wieder begehbar geworden.
Die Dux-Brücke steht auf der Liste der Kulturdenkmale in Weimar (Sachgesamtheiten und Ensembles).